# 五将軍
五将軍（ごしょうぐん、繁体字: 五子良將、拼音: wú zǐ liáng jiàng）とは、後漢末から中国三国時代にかけて活躍した曹魏の将軍のうち、張遼、楽進、于禁、張郃、徐晃の5人を指す。
「五大将（ごたいしょう）」「五大将軍（ごだいしょうぐん）」などと表記される場合もある。中国では五子良将と称される。筆頭格は張遼とされることが多い。
なお、同様の扱いをされる蜀漢の武将として、小説『三国志演義』に登場する「五虎大将軍（ごこだいしょうぐん）」「五虎将軍」「五虎将」などと呼ばれる5名がいる。

## 概説
彼ら5名は『魏書』第十七「張楽于張徐伝」に伝が一まとめにされており、いずれも曹操の配下として優れた功績を残した将である。また、徐晃伝に付される形で、朱霊伝も同一巻に記述されている。なお、ほかにも夏侯惇、夏侯淵や曹仁などの優れた将はいるが、彼らは曹操の親族であるために伝は別巻になっている。
時期は前後するが、「前将軍・張遼」「右将軍（前任）・楽進」「左将軍（前任）・于禁」「左将軍（後任）・張郃」「右将軍(後任)・徐晃」「後将軍・朱霊」と、全員が四方将軍に任じられている。延康元年（220年）、曹丕の家臣団が曹丕に対し、後漢からの禅譲を受けるよう勧めた『魏公卿上尊号奏』には、十五番目に左将軍であった張郃、次に右将軍の徐晃、前将軍の張遼、後将軍の朱霊が名を連ねている。当時、于禁は呉の捕虜であり、楽進は死去したものと推測される。
| 四方将軍 | 曹操時期 | 曹丕時期  | 曹叡時期 | 曹芳時期 |
| -------- | -------- | --------- | -------- | -------- |
| 前将軍   | 夏侯惇   | 張遼>満寵 |          |          |
| 左将軍   | 于禁     | 張郃      | 張郃     | 郭淮     |
| 右将軍   | 楽進     | 徐晃      |          |          |
| 後将軍   |          | 朱霊>文聘 | 曹洪     |          |